# Liste der Deutschen Hallenmeister im Mehrkampf (Leichtathletik)
Die Liste der Deutschen Hallenmeister im Mehrkampf (Leichtathletik) listet alle Leichtathleten und Leichtathletinnen auf, denen es gelang Deutscher Hallenmeister im Mehrkampf zu werden.

## Deutsche Meisterschaften (DLV)
| Datum | Ort               | Siebenkampfmeister (Verein)               | Punkte            | Fünfkampfmeisterin (Verein)                | Punkte            |
| ----- | ----------------- | ----------------------------------------- | ----------------- | ------------------------------------------ | ----------------- |
| 1973  | München           | Guido Kratschmer (USC Mainz)              | 5560              | Ulrike Jacob (LG Erlangen)                 | 4358              |
| 1974  | Berlin            | Kurt-Walter May (TuS Rot-Weiß Koblenz)    | 5551              | Christel Voß (TuS 04 Leverkusen)           | 4477              |
| 1975  | Stuttgart         | Eckart Müller (TV Wattenscheid)           | 5430              | Eva Wilms (ESV Neuaubing)                  | 4513              |
| 2003  | Halle (Saale)     | Stefan Drews (MobilCom Zehnkampf-Welle)   | 5879              | Sonja Kesselschläger (SC Neubrandenburg)   | 4531              |
| 2004  | Halle (Saale)     | Stefan Drews (Ahrensburger TSV)           | 5638              | Sonja Kesselschläger (SC Neubrandenburg)   | 4505              |
| 2005  | Halle (Saale)     | Norman Müller (Hallesche LAF)             | 5802              | Sonja Kesselschläger (SC Neubrandenburg)   | 4471              |
| 2006  | Frankfurt-Kalbach | Stefan Drews (TSV Bayer 04 Leverkusen)    | 5869              | Sonja Kesselschläger (SC Neubrandenburg)   | 4586              |
| 2007  | Frankfurt-Kalbach | Jacob Minah (LG Göttingen)                | 5871              | Lilli Schwarzkopf (LC Paderborn)           | 4617              |
| 2008  | Frankfurt-Kalbach | Jacob Minah (LG Göttingen)                | 5763              | Lilli Schwarzkopf (LC Paderborn)           | 4641              |
| 2009  | Hamburg           | André Niklaus (LG Nike Berlin)            | 5960              | Christine Schulz (TSV Bayer 04 Leverkusen) | 4517              |
| 2010  | Frankfurt-Kalbach | Christopher Hallmann (Ahrensburger TSV)   | 5859              | Claudia Rath (LG Eintracht Frankfurt)      | 4274              |
| 2011  | Frankfurt-Kalbach | Lars Albert (LAC Elm)                     | 5777              | Claudia Rath (LG Eintracht Frankfurt)      | 4339              |
| 2012  | Dortmund          | Steffen Kahlert (TuS Wunstorf)            | 5813              | Maren Schwerdtner (Hannover 96)            | 4318              |
| 2013  | Frankfurt-Kalbach | Matthias Prey (SC Rönnau 74)              | 5815              | Julia Mächtig (SC Neubrandenburg)          | 4379              |
| 2014  | Frankfurt-Kalbach | Kai Kazmirek (LG Rhein/Wied)              | 6083              | Kira Biesenbach (TSV Bayer Leverkusen)     | 4230              |
| 2015  | nicht ausgetragen | nicht ausgetragen                         | nicht ausgetragen | nicht ausgetragen                          | nicht ausgetragen |
| 2016  | Hamburg           | Kai Kazmirek (LG Rhein/Wied)              | 6071              | Celina Leffler (SSC Koblenz-Karthause)     | 4347              |
| 2017  | Hamburg           | Mathias Brugger (SSV Ulm 1846)            | 5981              | Mareike Arndt (TSV Bayer Leverkusen)       | 4210              |
| 2018  | nicht ausgetragen | nicht ausgetragen                         | nicht ausgetragen | nicht ausgetragen                          | nicht ausgetragen |
| 2019  | Halle (Saale)     | Andreas Bechmann (LG Eintracht Frankfurt) | 6017              | Sophie Hamann (TuS Metzingen)              | 4060              |
| 2020  | Leverkusen        | Andreas Bechmann (LG Eintracht Frankfurt) | 6097              | Vanessa Grimm (Königsteiner LV)            | 4263              |
| 2021  | nicht ausgetragen | nicht ausgetragen                         | nicht ausgetragen | nicht ausgetragen                          | nicht ausgetragen |

## Meisterschaften der DDR (DVfL)
| Hallenfünfkampf Herren                                | Hallenfünfkampf Damen                            |
| ----------------------------------------------------- | ------------------------------------------------ |
| 1971:                                                 | Margrit Herbst (SC Magdeburg)                    |
| 1972:                                                 | Burglinde Pollak (ASK Vorwärts Potsdam)          |
| 1973:                                                 | Angela Schmalfeld (SC Magdeburg)                 |
| 1974: Rüdiger Demmig (SC Motor Jena)                  | Sigrun Thon (SC Turbine Erfurt)                  |
| 1975: Edgar Kirst (SC Dynamo Berlin)                  | Christine Laser, geb. Bodner (SC Turbine Erfurt) |
| 1976: Dietmar Schauerhammer (SC Magdeburg)            | Burglinde Pollak (ASK Vorwärts Potsdam)          |
| 1977: Dietmar Schauerhammer (SC Motor Jena)           | Burglinde Pollak (ASK Vorwärts Potsdam)          |
| 1978: Ronald Wiese (SC Chemie Halle)                  | Ramona Göhler (SC Einheit Dresden)               |
| 1979: Dietmar Schauerhammer (SC Motor Jena)           | Kristine Nitzsche (SC Cottbus)                   |
| 1980: Dietmar Schauerhammer (SC Motor Jena)           | Christine Laser, geb. Bodner (SC Turbine Erfurt) |
| Hallensiebenkampf Herren                              |                                                  |
| 1981: Rainer Pottel (TSC Berlin)                      | Ramona Neubert, geb. Göhler (SC Einheit Dresden) |
| 1982: Torsten Voss (SC Traktor Schwerin)              | Anke Vater (SC Neubrandenburg)                   |
| 1983: Jörg-Peter Schäperkötter (ASK Vorwärts Potsdam) | Anke Vater (SC Neubrandenburg)                   |
| 1984: Torsten Voss (SC Traktor Schwerin)              | Sabine Paetz (SC DHfK Leipzig)                   |
| 1985: Torsten Voss (SC Traktor Schwerin)              | Sibylle Thiele (SC Dynamo Berlin)                |
| 1986: Torsten Voss (SC Traktor Schwerin)              | Sabine Paetz (SC DHfK Leipzig)                   |
| Hallenachtkampf Herren                                |                                                  |
| 1987: Torsten Voss (SC Traktor Schwerin)              | Sibylle Thiele (SC Dynamo Berlin)                |
| 1988: André Preysing (SC DHfK Leipzig)                | Anke Behmer, geb. Vater (SC Neubrandenburg)      |
| 1989: Thomas Halamoda (TSC Berlin)                    | Anke Schmidt (SC Neubrandenburg)                 |
| Hallensiebenkampf Herren                              |                                                  |
| 1990: André Preysing (SC DHfK Leipzig)                | Birgit Gautzsch (SC Karl-Marx-Stadt)             |